# Bengt Janson
Bengt Janson, född 4 maj 1957 i Älmhult, död 13 januari 2005 i Stockholm, var en svensk antikhandlare och lärare. Han var främst känd som expert, framförallt på allmogeföremål, i TV-programmet Antikrundan, där han medverkade från programstarten 1989. 
Janson hittades död i sin lägenhet den 14 januari 2005. Fallet blev mycket uppmärksammat. Mördaren, som Janson träffat på en restaurang och bjudit hem, dömdes för mordet till 10 års fängelse och 200 000 kronor i skadestånd till Jansons anhöriga.